# Phare de Capo d'Orso (Italie)
Le phare de Capo d'Orso (en italien : Faro di Capo d'Orso) est un phare actif situé sur la côte amalfitaine et faisant partie du territoire de la commune de Maiori (Province de Salerne), dans la région de Campanie en Italie. Il est géré par la Marina Militare.

## Histoire
Le premier phare a été mis en service en 1862 et se trouvait bas à une hauteur focale de 25 m. Il a été remplacé en 1882 par l'actuel phare qui est placé plus haut sur le promontoire à l'entrée ouest du golfe de Salerne. En 2015, le phare a été vendu pour devenir un hôtel.
La lanterne est entièrement automatisée et alimentée par le réseau électrique.

## Description
Le phare  est une Lanterne de 5 m de haut en façade d'une maison de gardien de deux étages. Le bâtiment est rouge avec un liseré blanc et la lanterne est blanche. Il émet, à une hauteur focale de 66 m, trois éclats d'une seconde par période de 15 secondes. Sa portée est de 16 milles nautiques (environ 30 km) pour le feu principal et 12 milles nautiques (environ 22 km) pour le feu de veille.
Identifiant : ARLHS : ITA-019 ; EF-2628 - Amirauté : E1722 - NGA : 9600 .

## Caractéristiques dufeu maritime
Fréquence : 15 secondes (W-W-W)
- Lumière : 1 seconde
- Obscurité : 2 secondes
- Lumière : 1 seconde
- Obscurité : 2 secondes
- Lumière : 1 seconde
- Obscurité : 8 secondes

|          |
| Le phare |

### Lien connexe
- Liste des phares de l'Italie